# ماریو و سونیک در المپیک
ماریو و سونیک در بازی‌های المپیک (به انگلیسی: Mario & Sonic at the Olympic Games) بازی جمعی کراس‌اوور ورزشی محصول سال ۲۰۰۷ می‌باشد که توسط سگا اسپورتس آرانددی دیپارتمنت توسعه‌یافته‌است.